# Серёгин, Андрей Александрович
Андрей Александрович Серёгин (бел. Андрэй Аляксандравіч Сярогін; 15 августа 1976, Евпатория, Украинская ССР, СССР) — белорусский футболист, играл на позиции нападающего.

## Карьера
Воспитанник СДЮШОР-5 Бреста. Клубную карьеру начинал в «Заре» Языль. Далее играл за «Строитель» Старые Дороги. В 1997 году перебрался на правах аренды в «Тюмень», принадлежа московскому «Спартаку». Дебютировал за клуб 9 июля того года в выездном матче против «Шинника», выйдя на замену Александру Павленко. В 1998 году перешёл в украинский «Черноморец», став первым белорусским легионером в истории клуба. После чего играл за российские клубы «Сатурн», «Спартак-Чукотка» и смоленский «Кристалл». В 2001 вернулся в Белоруссию, где играл за минское «Динамо» и солигорский «Шахтёр», считая эти этапы самыми яркими моменты за карьеру. В 2004 году перешёл в «Восток». Далее играл за «Орёл». В 2005 году выступал за «Жетысу». Завершил карьеру в «СКА-Энергии».